# Včely
Včely v širším smyslu včelotvaří (Apoidea) je nadčeleď blanokřídlého hmyzu. V užším smyslu (Anthophila, dříve Apiformes) jsou včely přirozenou skupinou (kladem) uvnitř této nadčeledi, tvořeným sedmi čeleděmi. V nejužším smyslu (Apinae) jsou včely podčeledí jedné z těchto čeledí.
Některé druhy jsou společenské, většina jich je ale samotářských. Podle výsledků molekulární fylogenetiky se včely vyvinuly z čeledi kutíkovití (Crabronidae), ta je tak parafyletická.

## Evoluce
První zástupci této hmyzí skupiny se objevují nejpozději na počátku pozdní křídy, asi před 100 miliony let. To dokazují zejména nálezy v barmském jantaru, staré zhruba 99 milionů let (věk cenoman).

## Systematika
Nadčeleď Apoidea byla tradičně členěna na Spheciformes (kutilky) a Apiformes (včely). Fylogenetické analýzy ukázaly, že čeledi řazené do Apiformes tvoří přirozenou skupinu, která byla jako klad nazvána Anthophila. Kutilky jsou skupinou nepřirozenou, parafyletickou; také jejich tradiční čeledi se ukázaly jako nepřirozené (kutilkovití a kutíkovití) nebo jako vnitřní skupiny nižšího ranku (Heterogynaidae). V systémech připouštějících pouze monofyletické taxony se proto kutilky rozpadají na 10 recentních čeledí.
Mezi hlavní čeledi z nadčeledi včely patří:
- Sphecidae – kutilkovití
- Crabronidae – kutíkovití
- Andrenidae – pískorypkovití
- Apidae – včelovití
- Colletidae – hedvábnicovití
- Halictidae – ploskočelkovití
- Megachilidae – čalounicovití
- Melittidae – pilorožkovití
- Ampulicidae – žirafíkovití